# Draba tomentosa
Draba tomentosa är en korsblommig växtart som beskrevs av Joseph Philippe de Clairville. Draba tomentosa ingår i släktet drabor, och familjen korsblommiga växter. Inga underarter finns listade i Catalogue of Life.

## Bildgalleri

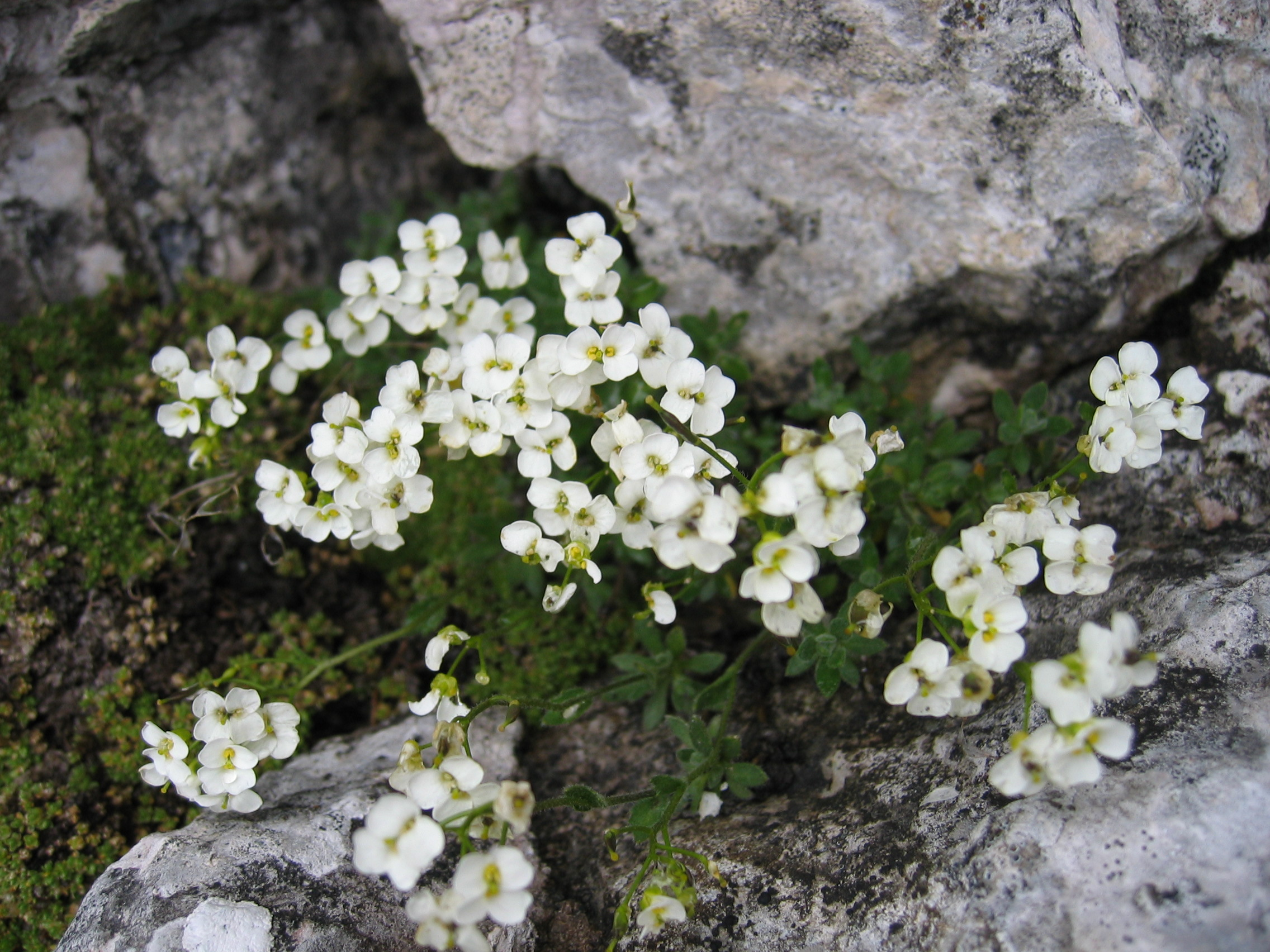
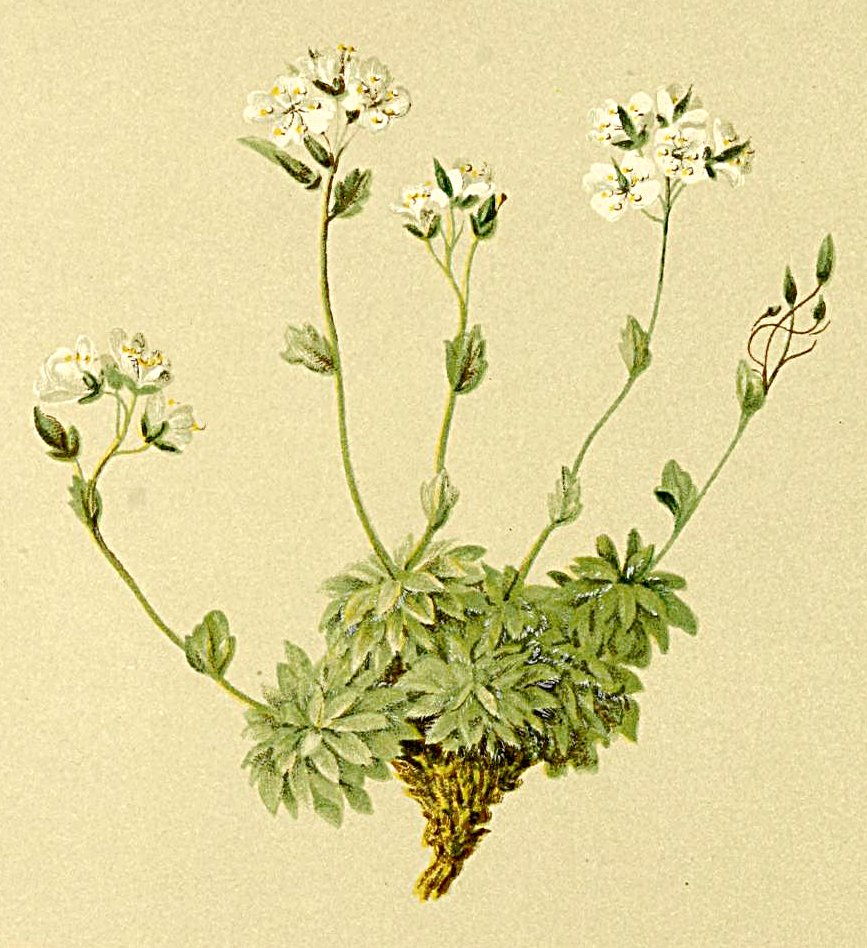